# Bettrath-Hoven

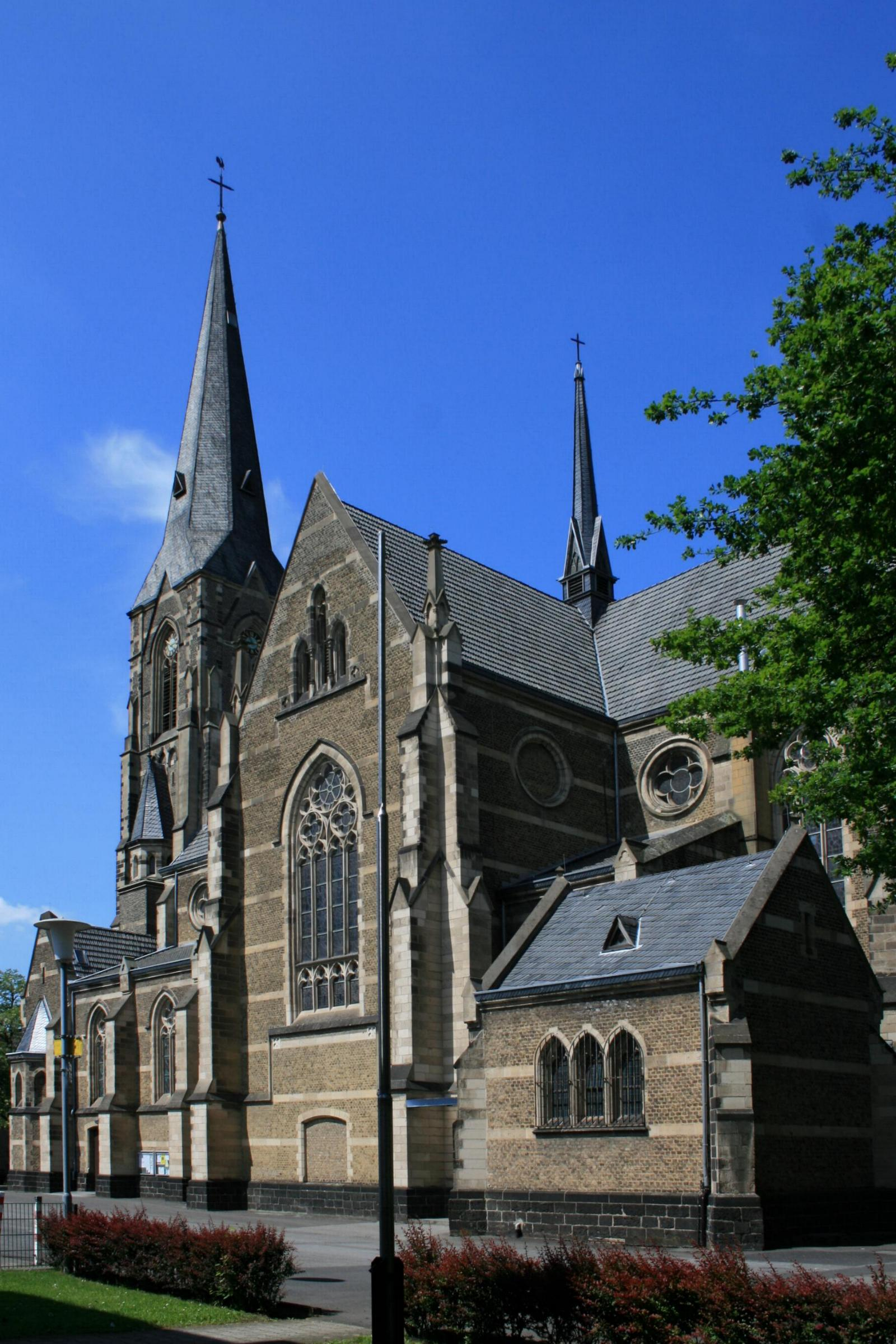
Herz-Jesu-Kirche im Stadtteilzentrum

Bettrath-Hoven ist ein Stadtteil der kreisfreien Großstadt Mönchengladbach in Nordrhein-Westfalen. Er liegt im Stadtbezirk Mönchengladbach Ost.

## Lage
Der Doppelort Bettrath-Hoven entstand aus der Vereinigung der Orte Bettrath im Osten des heutigen Stadtteils und Hoven im Westen. Im Osten grenzt der Ortsteil an die Stadtteile Neuwerk-Mitte und Flughafen, im Süden und Südwesten an Windberg und Eicken. Im Norden verläuft die Stadtgrenze Mönchengladbachs zu den Städten Viersen und Willich, die dem Kreis Viersen angehören. Die nordwestliche Grenze bildet die Niers.

## Verkehr
Bettrath-Hoven ist durch die Buslinien 002, 003, 007, 015 und 025 mit dem Stadtzentrum von Mönchengladbach verbunden. Die Linie 002 hat in Bettrath-Hoven ihre Endhaltestelle Am Hommelsbach, die Linie 003 endet im zu Bettrath gehörenden Dorf Lockhütte. Die Linie 015 beginnt im Norden von Bettrath-Hoven im Dorf Donk und fährt zunächst durch Neuwerk, bevor sie ihre Fahrt durch Bettrath-Hoven in Richtung Innenstadt fortsetzt; die Linie 025 beginnt am Verkehrslandeplatz Mönchengladbach im Stadtteil Flughafen und verläuft ab Neuwerk durch Bettrath-Hoven auf demselben Weg wie die Linie 015. Mit der Linie 007 existiert außerdem eine Verbindung Richtung Viersen-Heimer, wo Anschluss besteht an die Linie CE89 zum Viersener Bahnhof. In der anderen Richtung stellt die Linie eine Verbindung über Neuwerk in die Stadtteile Uedding und Lürrip her.
Die Grenze zu den östlich gelegenen Stadtteilen verläuft entlang der stillgelegten Bahnstrecke Krefeld–Rheydt. Der an dieser Strecke auf der Grenze zwischen Neuwerk-Mitte und Bettrath-Hoven gelegene Bahnhof Mönchengladbach-Neuwerk verband den Stadtteil früher mit dem Mönchengladbacher Hauptbahnhof und Krefeld. Im Zweiten Weltkrieg wurde die Verbindung zum Hauptbahnhof zerstört; bis zur Einstellung des Personenverkehrs 1982 endeten und begannen im Bahnhof Mönchengladbach-Neuwerk allerdings weiterhin Züge von und nach Krefeld.
Die Bundesautobahn 52 verläuft durch Bettrath-Hoven. Der Stadtteil ist über die Anschlussstellen Mönchengladbach-Nord und Mönchengladbach-Neuwerk erreichbar.

## Vereine
Der Fußballverein 1. FC Bettrath wurde 2005 gegründet.
Der Schützenverein St. Johannes-Junggesellen-Bruderschaft Hoven-Bettrath-Lockhütte wurde 1802 gegründet. Mit der St. Maria-Männerbruderschaft Hoven-Bettrath-Lockhütte gründete sich 1858 ein weiterer Schützenverein.

## Geschichte
1898 wurde an der Von-Groote-Straße eine Schule gebaut; das Gebäude wird heute (2020) als Grundschule genutzt.
Bettrath-Hoven gehörte bis 2009 zum Stadtbezirk Neuwerk und seit 2009 zum Stadtbezirk Mönchengladbach Ost, wozu auch Flughafen, Neuwerk-Mitte und Uedding gehören.